# Dorcatherium
Dorcatherium (лат., от др.-греч. δορκάς — косуля или газель-доркас и θηρίον — зверь) —  род вымерших млекопитающих из семейства оленьковых. Окаменелости обнаружены в Европе, Восточной Африке и в районе горного хребта Сивалик (Гималаи). Известны из миоцена и плиоцена.

## Классификация
По данным сайта Paleobiology Database, на ноябрь 2020 года в род включают 17 вымерших видов:
- Dorcatherium bulgaricus Bakalov & Nikilov, 1962
- Dorcatherium chappuisi Arambourg, 1933
- Dorcatherium crassum Lartet, 1851
- Dorcatherium guntianum von Meyer, 1846
- Dorcatherium iririensis Pickford, 2002
- Dorcatherium jourdani Deperet, 1887
- Dorcatherium libiensis Hamilton, 1973
- Dorcatherium majus Lydekker, 1876
- Dorcatherium minus Lydekker, 1876
- Dorcatherium naui Kaup, 1833
- Dorcatherium orientale Qui & Gu, 1991
- Dorcatherium peneckei Hoffmann, 1892
- Dorcatherium pigotti Whitworth, 1958
- Dorcatherium puyhauberti Arambourg & Piveteau, 1929
- Dorcatherium rodgeri Hofman, 1909
- Dorcatherium songhorensis Whitworth, 1958
- Dorcatherium vindobonense von Meyer, 1846